# دره سفید (ممسنی)
دره سفید روستایی از توابع بخش مرکزی شهرستان ممسنی در استان فارس ایران است.

## جمعیت
این روستا در دهستان جاوید ماهوری قرار دارد و براساس سرشماری مرکز آمار ایران در سال ۱۳۸۵و جمعیت آن ۵۳ نفر (۱۴خانوار) بوده‌است.